# Dean Kelley
Melvin Dean Kelley (Monmouth, 23 september 1931 – Morton, 13 januari 1996) was een Amerikaans basketballer. Hij won met het Amerikaans basketbalteam de gouden medaille op de Olympische Zomerspelen 1952 en de Pan-Amerikaanse Spelen 1955.
Kelley speelde voor het team van de Universiteit van Kansas en de Peoria Cats. Tijdens de Olympische Spelen speelde hij 6 wedstrijden, inclusief de finale tegen de Sovjet-Unie. Gedurende deze wedstrijden scoorde hij 4 punten.
Hij is de broer van basketballer Allen Kelley die goud won tijdens de Olympische Zomerspelen 1960. Na zijn carrière als speler was hij werkzaam bij Caterpillar, de sponsor van zijn laatste team.